# Хрестоцвіт
Хрестоцві́т (нім. Kreuzblume; фр. fleuron, от фр. fleur — квітка; англ. finial) — декоративно оформлене навершшя, що використовується для підкреслення вершини купола, шпиля, вежі, даху чи фронтону або будь-якого з різних відмінних орнаментів на вершині, кінці або кутку будівлі чи споруди.
Термін «флерон» (квіточка) використовують у найширшому значенні — стосовно будь-якого декоративного навершшя, що часто не відповідає буквальному значенню слова. Наприклад: коник, ажурний гребінь двосхилого даху, шпиль або піраміда з хрестом на вершині, конічне навершшя буддійської ступи. У середньовічних архітектонічних релікваріях флероном називають гребінь у вигляді горизонтальної смуги, оброблений ажурним масверком. В окремих випадках такі флерони ототожнюють із фіалами (баштами), що також слід визнати термінологічно хибним, оскільки в більшості випадків бічні грані таких фіалів прикрашаються краббами і тільки їхня вершина — хрестоцвітом.

В архітектурі готичного стилю хрестоцвіт — декоративне навершшя фіалів, вімперґів, щипців (гостроверхих фронтонів) у вигляді стилізованої квітки, що розпускається, з чотирма пелюстками. В «оберненому» положенні хрестоцвіт закріплюють у точці перетину нервюр хрестового склепіння. У такому положенні хрестоцвіт набуває символічного значення — в ньому прочитується форма «розцвілого хреста», що асоціюється з древом життя (лат. Arbor vitae), яке означає вічне життя, дароване вірою в Христа.

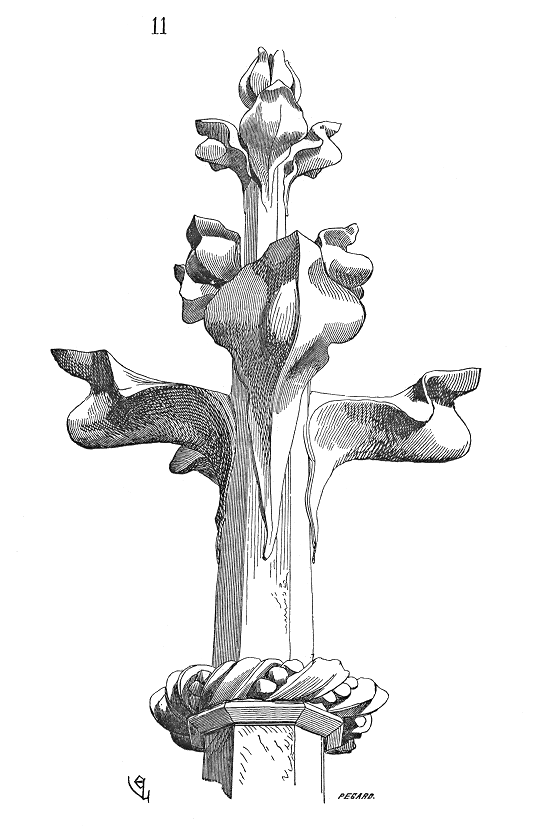
Хрестоцвіт церкви в Труа. За Віолле-ле-Дюком
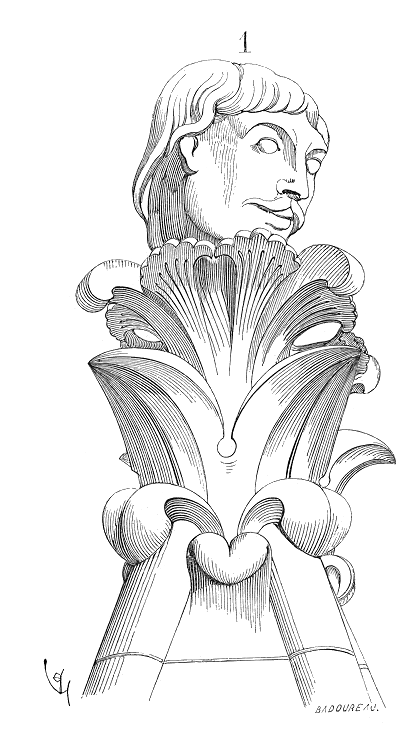
Флерон Шартрського собору. За Віолле-ле-Дюком
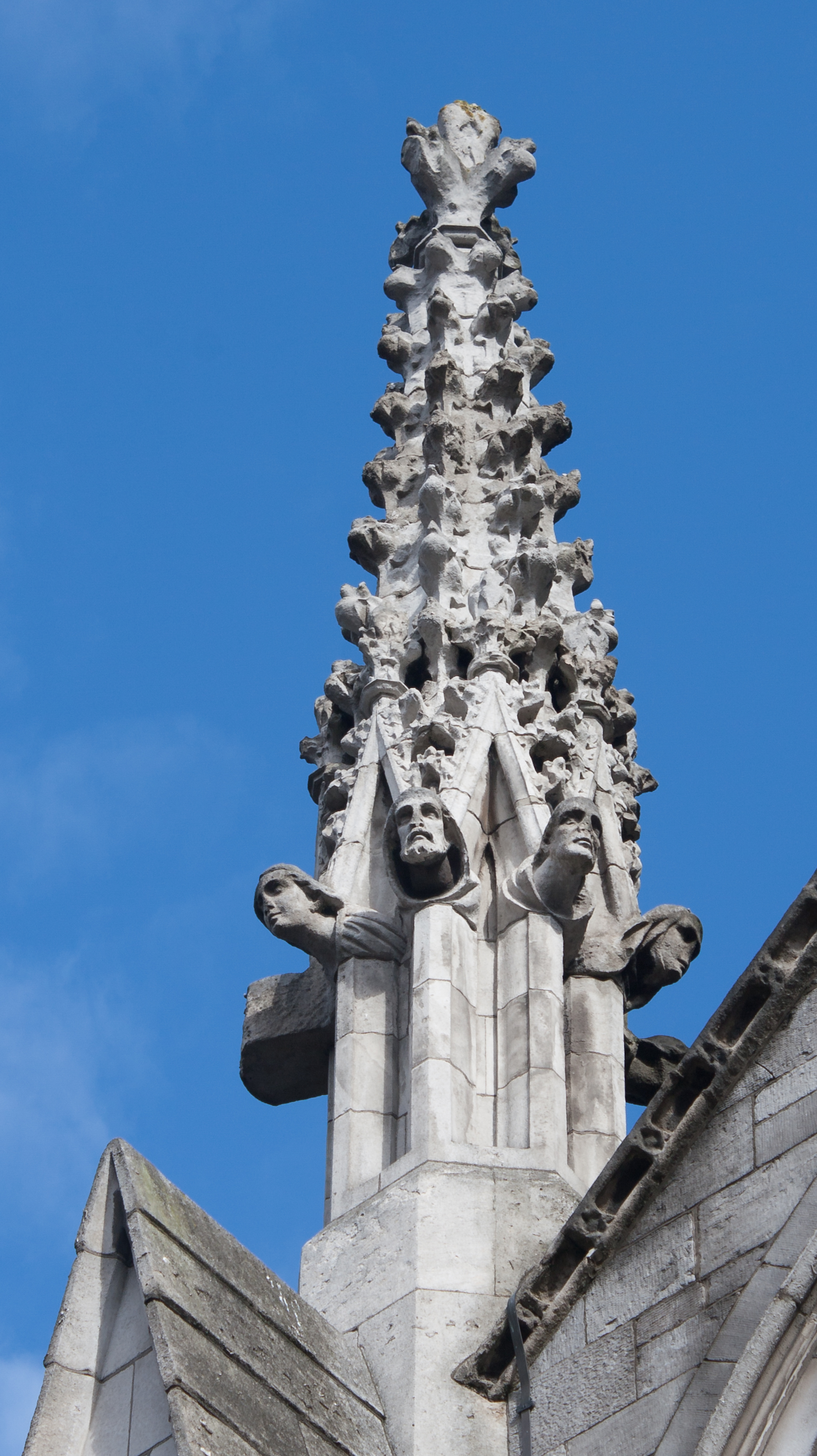
Пінакль церкви Спасителя. Дублін
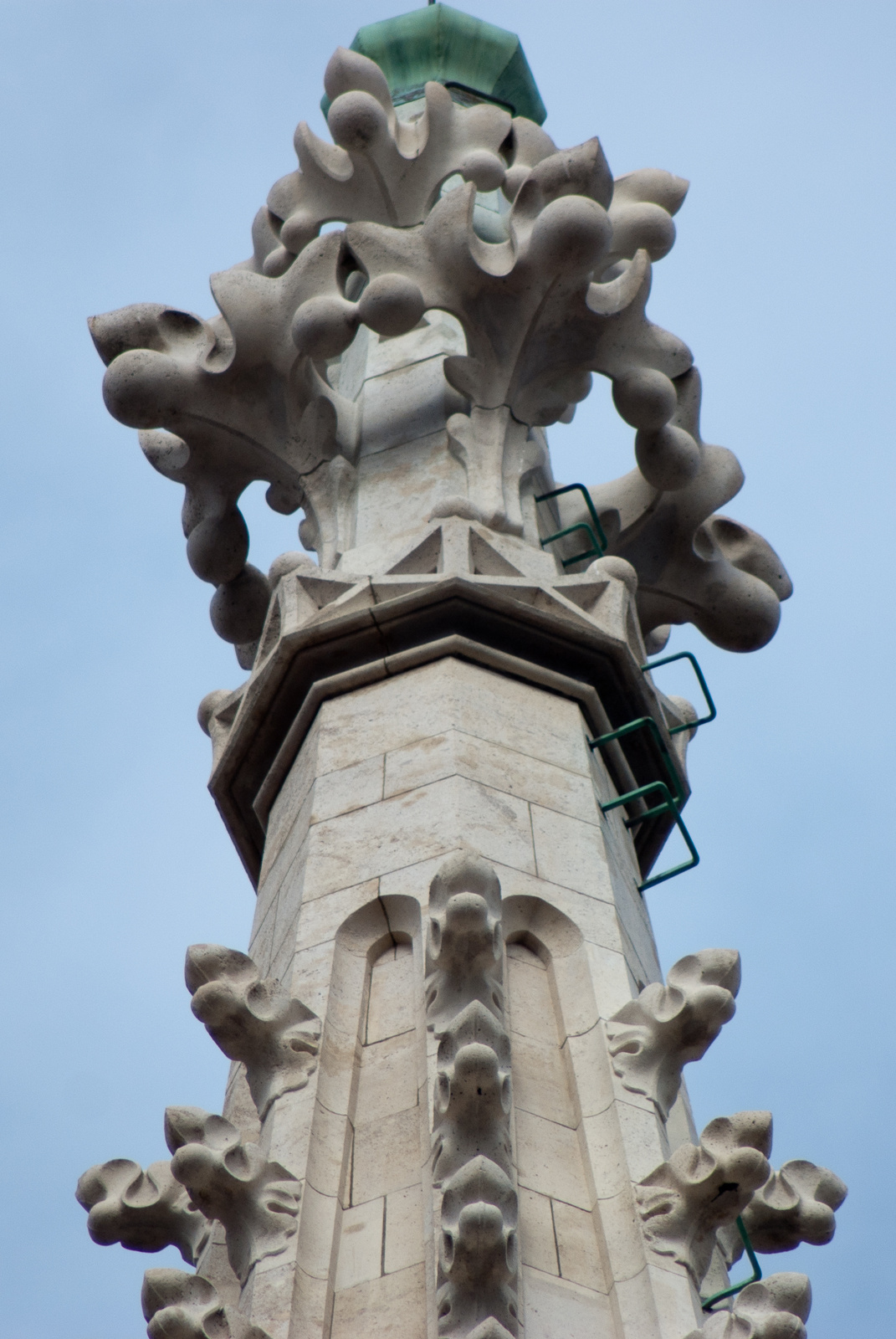
Хрестоцвіт церкви Матяша. Будапешт
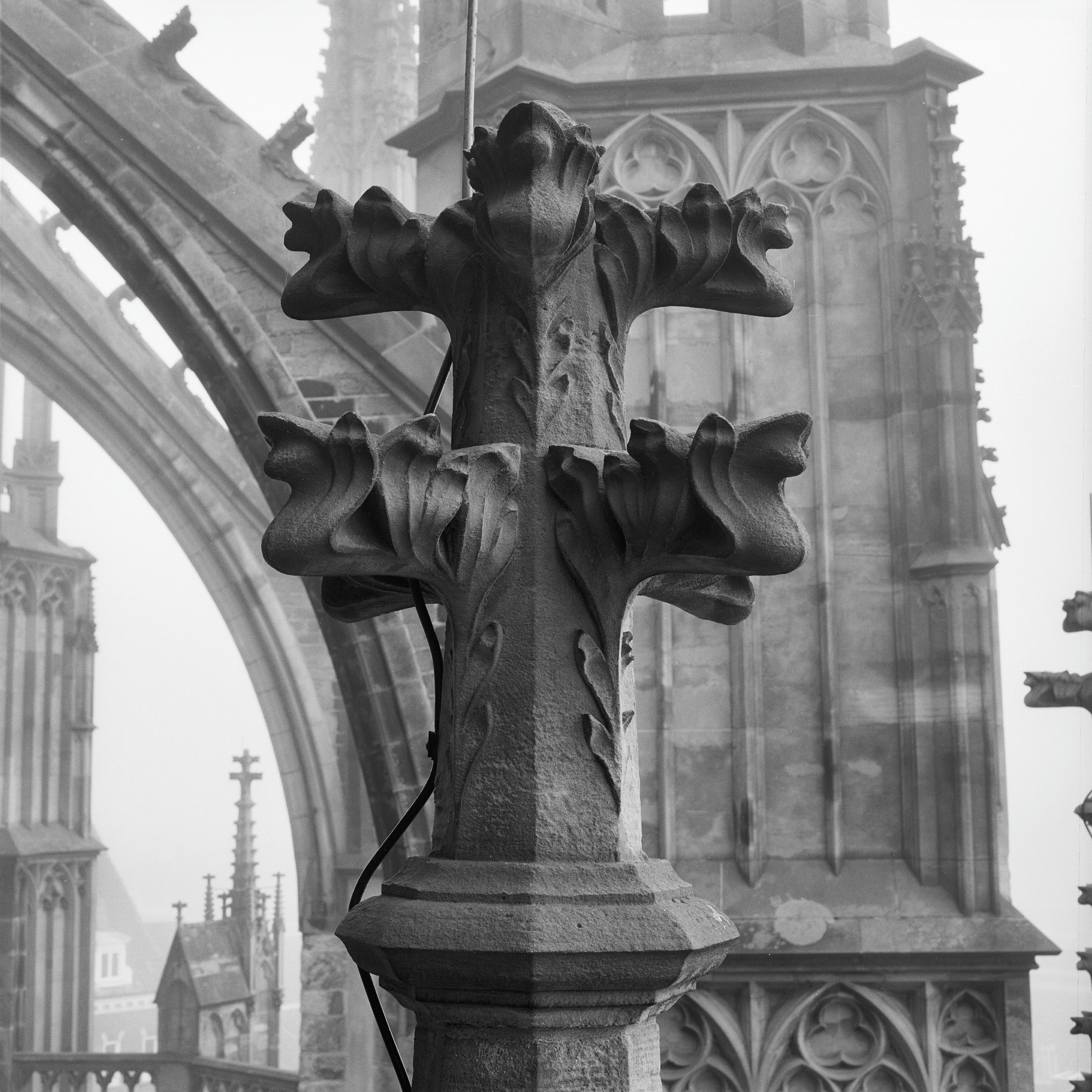
Пінакль з краббами Кафедрального собору святого Мартіна в Утрехті